# Oslo katedralskole
Denna artikel behandlar den tidigare Oslo katedralskola i Gamlebyen. För skolan i Kristiania, se Oslo katedralskole (Kristiania)
Oslo katedralskole eller Schola Osloensis var en skola som grundades under medeltiden. Namnet är anknutet till Oslos äldsta domkyrka, Hallvardskatedralen, som idag är en ruin i Minneparken i Gamlebyen. Oslo katedralskole drevs i Gamlebyen till en bit in på 1600-talet. 
Det antas att Oslo katedralskole etablerades omkring 1152–1153, då påvens utsände kardinal Nicolaus Breakspeare (den senare påven Hadrianus IV) proklamerade att det skulle vara skolor vid biskopssätena i Oslo, Bergen och Hamar, förutom vid ärkebiskopssätet i Nidaros. Skolan kan vara äldre och att Breakspeare stadfäste en skola som etablerades redan i samband med kanoniseringen av Sankt Halvard.
Från grundandet var skolan först och främst en prästskola och den lärdomstradition som eleverna invigdes i var den romersk-katolska kyrkans. Undervisning skedde på latin i astronomi, geometri, aritmetik, musik, grammatik, retorik och dialektik. Efter reformationen minskade förbindelsen med Europa, men knöts i stället hårdare till Danmark och norra Tyskland, med lärare med bakgrund från lutherska universitet i Köpenhamn och Rostock. Den lokaliserades efter reformationen till det tidigare Olavsklostret, blev stor jordägare och spelade en viktig roll för spridning av lutherdomen. 
Under 1400-talet var skolan centrum för de så kallade Oslohumanisterna, av vilka biskopen Jens Nilssøn, teologen Jacob Jacobsen Wolf och teologen Hallvard Gunnarsøn var centralgestalter. Nilssøn och Wolf var också rektorer vid skolan.
1600-talet räknas som det lärda århundradet. Flera av dem som var knutna till katedralskolen var de mest välutbildade i Norge på sin tid. År 1636 inrättades ett gymnasium i anslutning till skolan, Cathedralcollegiet. 
Från det andra skolåret fick inte katedralskolans elever tala annat än latin med varandra, inte heller på fritiden. I Kirkeordinansen från 1607 heter det att icke skal der heller andit læris udi dem [skolene] end Latine.
Det är oklart när skolan flyttade från den 1624 nedbrända Medeltidsstaden till det nya Kristiania. Skolan fortsatte i Gamlebyen några år efter det av  kung Kristian IV bestämt att staden skulle återuppbyggas väster om Bjørvika efter branden 1624. Det är också känt att Katedralskolen 1637 köpte nya lokaler vid torget Christiania torv.